# Энтропия в классической термодинамике
Термодинами́ческая энтро́пия {\displaystyle S}, часто именуемая просто энтропией, — физическая величина, используемая для описания термодинамической системы, одна из основных термодинамических величин; энтропия и температура — сопряжённые термодинамические величины, необходимые для описания термических свойств системы и тепловых процессов в ней. Энтропия является функцией состояния и широко используется в термодинамике, в том числе технической (анализ работы тепловых машин и холодильных установок) и химической (расчёт равновесий химических реакций).
Утверждение о существовании энтропии и перечисление её свойств составляют содержание второго и третьего начал термодинамики. Значимость данной величины для физики обусловлена тем, что наряду с температурой её используют для описания термических явлений и термических свойств макроскопических объектов. Качественные представления о термическом состоянии системы связаны с тепловыми ощущениями, выражаемыми понятиями «теплее», «холоднее», «нагрев», «охлаждение», «степень нагретости». К термическим относят свойства, характеризующие поведение вещества при его нагреве или охлаждении: термические коэффициенты, теплоёмкость и другие калорические коэффициенты, постоянную Кюри, показатели термостойкости, пределы огнестойкости и т. д.; примерами термических явлений служат термическое расширение, пироэлектричество, электрокалорический эффект, теплопроводность, изменение агрегатного состояния — кристаллизация и замерзание, плавление и таяние, испарение, кипение, сублимация (возгонка), конденсация и другие процессы.

## Историческая справка
Понятие энтропии, её обозначение и название были введены Р. Клаузиусом (1865). Абстрактность этого понятия — одного из краеугольных камней термодинамики — и разнообразие подходов к обоснованию существования энтропии как термодинамической величины привели к появлению аксиоматики термодинамики.

## Термодинамическое определение энтропии
В термодинамике энтропию вводят, обосновывая её существование, перечисляя её свойства и строя для неё шкалу измерения на основании первого, второго и третьего начал термодинамики.
В термодинамических формализмах Клаузиуса и Каратеодори энтропию вводят одновременно с абсолютной термодинамической температурой. Математический аппарат термодинамики Гиббса основан на использовании энтропии в качестве независимой термодинамической переменной, тогда как температура — естественный кандидат на эту роль, вводится как функция внутренней энергии и энтропии. Наконец, в рациональной термодинамике энтропию выражают через внутреннюю энергию и температуру, которые рассматривают как основные неопределяемые переменные теории.

### Энтропия простой системы
Первое начало (закон) термодинамики устанавливает связь между внутренней энергией, работой и теплотой: одна из этих физических величин задаётся с помощью двух других, которые, будучи исходными объектами теории, в рамках самой этой теории определены быть не могут просто потому, что не существует понятий более общих, под которые их можно было бы подвести. Термодинамика заимствует понятия энергии и работы из других разделов физики, тогда как определение количеству теплоты, наоборот, даётся только и именно в термодинамике. Согласно Клаузиусу, теплоту {\displaystyle Q} определяют через внутреннюю энергию {\displaystyle U} и работу {\displaystyle W}. При использовании термодинамического правила знаков математическое выражение для первого начала термодинамики в формулировке Клаузиуса имеет вид:
| {\displaystyle Q\equiv \Delta U-W.} | (Дефиниция теплоты по Клаузиусу) |

Первое начало в этой формулировке вводит теплоту как физическую характеристику процесса, поведение которой определяется законом сохранения энергии, но не определяет её как математический объект. Детализировать дефиницию теплоты проще всего для равновесного процесса, когда работу, а следовательно и теплоту, можно выразить через переменные состояния. Для бесконечно малого равновесного процесса в простой системе возможен единственный вид работы — работа расширения/сжатия {\displaystyle W_{v}}:
| {\displaystyle \delta W_{v}=-PdV,} | (Работа расширения/сжатия для равновесного процесса в простой системе) |

где {\displaystyle P} — давление, {\displaystyle V} — объём; символ {\displaystyle \delta } означает, что соответствующая величина относится к бесконечно малому процессу. Таким образом, для первого начала термодинамики в формулировке Клаузиуса получаем:
| {\displaystyle \delta Q=dU+PdV,} | (Первое начало для равновесного процесса в простой системе) |

где {\displaystyle \delta Q} — элементарная (бесконечно малая) теплота процесса.
Это выражение, определяющее элементарную теплоту как математический объект, есть линейная дифференциальная форма (форма Пфаффа) для двух независимых переменных. Для данной пфаффовой формы условие интегрируемости Эйлера не выполняется, то есть {\displaystyle \delta Q} есть функционал, а не полный дифференциал несуществующей функции {\displaystyle Q(U,V)}. Из теории дифференциальных форм известно, однако, что если выполняется условие Фробениуса, то пфаффова форма имеет интегрирующий множитель/делитель, превращающий эту форму в полный дифференциал и представляющий собой функцию тех же независимых переменных, которые входят в форму Пфаффа. Пфаффовы формы, имеющие интегрирующий множитель/делитель называют голономными; пфаффова форма двух переменных всегда голономна (теорема Коши). Поэтому для простых равновесных систем существует функция состояния {\displaystyle S(U,V)}, полный дифференциал которой равен
| {\displaystyle dS~\equiv ~{\frac {\delta Q}{T}}~=~{\frac {1}{T}}dU~+~{\frac {P}{T}}dV,} | (Дефиниция энтропии простой равновесной системы) |

где
{\displaystyle T=T(U,V)}
есть интегрирующий делитель для формы Пфаффа. Клаузиус назвал функцию состояния {\displaystyle S} энтропией (от греческого ἐντροπία — изменение, превращение, преобразование). Второе начало термодинамики утверждает, что энтропия существует для любых равновесных систем, а не только простых, и что интегрирующий делитель {\displaystyle T} есть абсолютная термодинамическая температура. Неравновесная термодинамика распространяет представление о локальной энтропии и локальной температуре на любые термодинамические системы.
Интегрирование уравнения для энтропии приводит к появлению в выражении для функции {\displaystyle S(U,V)} произвольной постоянной, зависящей от выбора начальной точки отсчёта энтропии. Произвол в выборе начального состояния для энтропии устраняет третий закон термодинамики.

### Энтропия закрытой системы в термодинамике Клаузиуса — Каратеодори
Традиционный подход к построению термодинамики (аксиоматика Клаузиуса — Каратеодори) основан на использовании представления о внутренней энергии как базовом понятии теории, заимствовании формул для вычисления термодинамической работы из механики и электродинамики сплошных сред, и первом начале термодинамики в формулировке Клаузиуса.
Помимо работы расширения/сжатия система может одновременно выполнять  другие виды работ, например работу по изменению площади поверхности раздела фаз, работу перемещения в поле тяготения, работу поляризации диэлектрика в электрическом поле и т. д. Объединяет все эти виды работ формальная структурная идентичность расчётных формул друг с другом и с выражением для работы расширения/сжатия:
| {\displaystyle \delta W_{i}=X_{i}dx_{i},} |

где {\displaystyle \delta W_{i}} — элементарная работа {\displaystyle i}-го типа, {\displaystyle x_{i}} — обобщённая координата, сопряжённая с обобщённой силой {\displaystyle X_{i}.} Каждой обобщённой координате соответствует своя обобщённая сила; физические переменные, соответствующие обобщённым координатам и силам, конкретизируют применительно к решаемой задаче.
Если однородная система одновременно совершает несколько различных видов работ, то они суммируются и полная работа системы {\displaystyle \delta W} равна
| {\displaystyle \delta W=\sum _{i}X_{i}dx_{i},} | (Суммарная работа для равновесного процесса в однородной системе) |

а для первого начала термодинамики получаем соотношение:
| {\displaystyle \delta Q=dU-\sum _{i}X_{i}dx_{i},} | (Первое начало для равновесного процесса в однородной системе) |

которое как и в случае простой системы представляет собой форму Пфаффа. Следствием второго начала термодинамики в любой его формулировке является вывод о том, что пфаффова форма {\displaystyle \delta Q} при любом числе переменных всегда голономна и, следовательно, для любой закрытой термодинамической системы существуют энтропия
| {\displaystyle S=S(U,\{x_{i}\})} | (Энтропия однородной закрытой системы) |

и абсолютная термодинамическая температура
{\displaystyle T=T(U,\{x_{i}\}).}
Выражение {\displaystyle \{x_{i}\}} есть сокращение для перечисления {\displaystyle x_{1},x_{2},...,x_{i},...} переменных определённого типа, в данном случае — обобщённых координат.

### Энтропия открытой системы
Принимая, что теплота и работа являются двумя единственно возможными формами передачи энергии, а изменение энергии, связанное с переносом вещества в открытой системе, есть составная часть общей работы, называемая химической работой (работой перераспределения масс веществ), в случае однородной открытой системы дифференциальную форму {\displaystyle \delta Q} для закрытой системы следует дополнить слагаемым, учитывающим элементарную химическую работу {\displaystyle \delta Z}:
| {\displaystyle \delta Z=\sum _{j}\mu _{j}dm_{j},} | (Химическая работа для равновесного процесса в открытой однородной системе) |

где {\displaystyle m_{j}} — масса {\displaystyle j}-го компонента, {\displaystyle \mu _{j}} — химический потенциал этого компонента.
Пфаффова форма {\displaystyle \delta Q} для открытой однородной системы равна
| {\displaystyle \delta Q=dU-\sum _{i}X_{i}dx_{i}-\sum _{j}\mu _{j}dm_{j}.} | (Первое начало для равновесного процесса в открытой однородной системе) |

Дальнейшие рассуждения о существовании энтропии
{\displaystyle S=S(U,\{x_{i}\},\{m_{j}\})}
и абсолютной термодинамической температуры
{\displaystyle T=T(U,\{x_{i}\},\{m_{j}\})}
для открытой системы ничем не отличаются от соображений, высказанных при рассмотрении закрытой системы, поэтому ниже перечислены причины, по которым открытые системы потребовали отдельного рассмотрения.
Первая из этих причин состоит в том, что использование в понятийном аппарате термодинамики химической работы как части общей работы делает неэквивалентными представления об адиабатной изоляции как накладывающей запрет на обмен веществом (то есть любая адиабатно изолированная система есть система закрытая или, говоря иначе, масса есть адиабатически заторможенная величина), и адиабатной изоляции как допускающей обмен энергией только в форме работы. Восстановить эквивалентность приведённых выше формулировок об адиабатной изоляции удаётся, если модифицировать дефиницию теплоты по Клаузиусу, добавив к теплоте и работе третью форму передачи энергии — энергию переноса массы {\displaystyle Z}:
| {\displaystyle Q\equiv \Delta U-W-Z,} | (Модифицированная дефиниция теплоты для открытой системы) |

где {\displaystyle \delta Z} задаётся выражением для химической работы.
Вторая причина отдельного рассмотрения вопроса об энтропии открытых систем заключается в следующем. За исключением химического потенциала все входящие в пфаффову форму {\displaystyle \delta Q} для открытой системы переменные в рамках термодинамического формализма представляют собой неопределяемые величины, заимствуемые из других разделов физики, что подразумевает необязательность их описания в самой термодинамике. Химический потенциал вводится в термодинамике и либо должен быть отнесён к базовым неопределяемым понятиям, для которых возможно только пояснительное описание, либо же от термодинамики требуется точная дефиниция химического потенциала. Как неопределяемую величину химический потенциал можно вводить одновременно с температурой и энтропией (более, того П. А. Жилин считает такой подход единственно правильным), но традиционно химический потенциал предпочитают вводить в рассмотрение как вторичную переменную на основе предварительно сформированного представления об энтропии открытой системы. Для этого вслед за У. Гиббсом без доказательства принимают утверждение о существовании энтропии открытой системы
| {\displaystyle S=S(U,\{x_{i}\},\{m_{j}\})} | (Энтропия открытой однородной системы по Гиббсу; фундаментальное уравнение Гиббса в энтропийном выражении) |

как функции состояния, при неизменности масс компонентов совпадающей с энтропией однородной закрытой системы. Из фундаментального уравнения Гиббса в дифференциальной форме
| {\displaystyle dS={\frac {1}{T}}dU-{\frac {1}{T}}\sum _{i}X_{i}dx_{i}-{\frac {1}{T}}\sum _{j}\mu _{j}dm_{j}} | (Дифференциальная форма фундаментального уравнения Гиббса для энтропии) |

находим значения частных производных энтропии:
{\displaystyle \left({\frac {\partial S}{\partial U}}\right)_{\{x_{i}\},\{m_{j}\}}={\frac {1}{T}},}
{\displaystyle \left({\frac {\partial S}{\partial x_{r}}}\right)_{U,\{x_{i\neq r}\},\{m_{j}\}}=-{\frac {X_{r}}{T}},}
{\displaystyle \left({\frac {\partial S}{\partial V}}\right)_{x_{i}\neq V,\{m_{j}\}}={\frac {P}{T}}.}
Химический потенциал {\displaystyle k}-го компонента выразим через частную производную энтропии по массе этого компонента:
| {\displaystyle \mu _{k}\equiv -T\left({\frac {\partial S}{\partial m_{k}}}\right)_{U,\{x_{i}\},\{m_{j\neq k}\}}.} | (Дефиниция химического потенциала компонента) |

## Энтропия в термодинамике Гиббса
Построение теории на основе постулирования существования энтропии как функции состояния, в состав независимых переменных которой входят массы компонентов, составляет главное содержание термодинамики Гиббса, а способ, каким выполнено распространение термодинамики Клаузиуса на открытые системы, позволяет говорить об аксиоматике Гиббса. В термодинамике Гиббса вводят понятия компонента системы, фазы и многофазной гетерогенной системы, постулируют существование внутренней энергии {\displaystyle U} и энтропии {\displaystyle S} как аддитивных переменных состояния, постулируют связь этих величин с независимыми переменными состояния в виде фундаментальных уравнений Гиббса в энергетическом и энтропийном выражениях, постулируют аддитивность входящих в эти фундаментальные уравнения независимых переменных, постулируют, что {\displaystyle T} есть термодинамическая температура, вводят химический потенциал {\displaystyle \mu } и постулируют общее условие термодинамического равновесия в системе, рассматриваемое далее в числе свойств энтропии.
Обратите внимание, что содержательную дефиницию температуры по Гиббсу
| {\displaystyle T\equiv \left({\frac {\partial U}{\partial S}}\right)_{V,\{x_{i}\}}} | (Термодинамическая температура по Гиббсу) |

можно, с другой стороны, рассматривать и как описательную дефиницию энтропии. А именно, энтропия в термодинамике Гиббса есть такая экстенсивная переменная состояния, что производная внутренней энергии по энтропии представляет собой интенсивную переменную состояния, обладающую всеми положенными термодинамической температуре свойствами.

## Энтропия в рациональной термодинамике
Рациональная термодинамика не подразделяет термодинамику на равновесную и неравновесную; обе эти дисциплины рассматриваются как единая часть физики сплошных сред. Равновесная рациональная термодинамика есть результат применения общей теории к системам в состоянии равновесия. Исходные неопределяемые понятия теории — энергия {\displaystyle E}, объём {\displaystyle V} и число молей компонента {\displaystyle n}. По аналогии с давлением
{\displaystyle P=-{\frac {\partial E}{\partial V}}}
при механическом равновесии имеющем одинаковое значение во всех частях системы, вводят химический потенциал {\displaystyle \mu }
{\displaystyle \mu \equiv {\frac {\partial E}{\partial n}},}
как интенсивную величину, имеющую при химическом равновесии одно и то же значение во всех частях системы.
Абсолютную термодинамическую температуру вводят посредством следующей аксиомы: существует интенсивная термодинамическая величина, температура
{\displaystyle T=T(E,V,n),}
которая характеризует степень нагретости тел и обладает следующими свойствами:
- в выбранном за начало отсчёта состоянии температура равна нулю

{\displaystyle T_{E=0}=0} ;
- температура монотонно растёт с увеличением энергии системы

{\displaystyle {\frac {\partial T}{\partial E}}>0} ;
- при термодинамическом равновесии имеет одно и то же значение во всех частях системы.

Энтропию в рациональной термодинамике задают как аддитивную величину, равную
{\displaystyle S(E)\equiv \int _{0}^{E}{\frac {1}{T(E)}}dE.}
Свойства энтропии, вытекающие из этого определения:
{\displaystyle S_{E=0}=S_{T=0}=0} ;
{\displaystyle {\frac {\partial S}{\partial E}}={\frac {1}{T}}>0} ;
{\displaystyle {\frac {\partial ^{2}S}{\partial E^{2}}}=-{\frac {1}{T^{2}C_{V}}}<0} ;
где {\displaystyle C_{V}} — теплоёмкость системы при постоянном объёме. Из определения энтропии и её свойств следует, что при условии постоянства энергии энтропия системы максимальна, когда все части системы имеют одинаковую температуру — вариационный принцип максимальности энтропии в состоянии равновесия. Таким образом, энтропия есть монотонная выпуклая функция энергии, достигающая максимума в состоянии термодинамического равновесия; состояние системы, принятое за начало шкалы отсчёта энергии, есть одновременно состояние для начальных точек отсчёта температуры и энтропии.

## Свойства энтропии
Перечисление свойств энтропии дано применительно к термодинамике Гиббса; примеры, приводимые для иллюстрации перечисляемых свойств энтропии, относятся, как правило, к открытым однородным термодеформационным системам, для которых справедливо фундаментальное уравнение Гиббса в энтропийном выражении:
| {\displaystyle S=S(U,V,\{m_{j}\}).} | (Фундаментальное уравнение Гиббса в энтропийном выражении для открытой термодеформационной системы) |

- Энтропия в фундаментальном уравнении в энтропийном выражении есть однозначная дифференцируемая функция аддитивных независимых переменных[72][44][73] с непрерывными первыми и кусочно-непрерывными вторыми производными.
- Энтропия есть величина аддитивная[74][75][76][72][77][78][79][80], то есть энтропия термодинамической системы равна сумме энтропий всех её частей. Аддитивность энтропии позволяет распространить это понятие на термодинамические системы любой сложности.

Как следствие аддитивности получаем, что энтропия в фундаментальном уравнении в энтропийном выражении есть однородная функция первого порядка всех независимых переменных, то есть для {\displaystyle \lambda >0}
| {\displaystyle S(\lambda U,\lambda V,\{\lambda m_{j}\})=\lambda S(U,V,\{m_{j}\}),} |

и для неё справедливо тождество (теорема) Эйлера:
| {\displaystyle S=U\left({\frac {\partial S}{\partial U}}\right)_{V,\{m_{j}\}}~+~V\left({\frac {\partial S}{\partial V}}\right)_{U,\{m_{j}\}}~+~\sum _{j}m_{j}\left({\frac {\partial S}{\partial m_{j}}}\right)_{U,V,\{m_{j\neq k}\}}={\frac {1}{T}}U~~+~~{\frac {1}{T}}PV~~-~~{\frac {1}{T}}\sum _{j}\mu _{j}m_{j}.} |

- Для однородной системы частная производная энтропии по внутренней энергии есть величина, обратная абсолютной термодинамической температуре (термодинамическая дефиниция температуры как следствие второго начала термодинамики)[83][60][61][84]:

| {\displaystyle T\equiv \left[\left({\frac {\partial S}{\partial U}}\right)_{V,\{x_{i}\}}\right]^{-1}.} | (Термодинамическая дефиниция температуры) |

В соответствии с теоремой об обратных величинах это определение совпадает с дефиницией равновесной температурой по Гиббсу:
| {\displaystyle T\equiv \left({\frac {\partial U}{\partial S}}\right)_{V,\{x_{i}\}}.} | (Термодинамическая температура по Гиббсу) |

- Энтропия есть монотонная функция внутренней энергии {\displaystyle U}, то есть абсолютная термодинамическая температура не может менять свой знак[70]. В шкале Кельвина абсолютная термодинамическая температура всегда положительна[86]. Использование отрицательных по шкале Кельвина температур есть удобный математический приём описания неравновесных подсистем систем с особыми свойствами[87].
- Энтропия есть величина полуограниченная. Традиционно принимают, что энтропия ограничена снизу, то есть для каждой термодинамической системы существует состояние с наименьшей энтропией[88].
- Температура есть величина полуограниченная. Абсолютная температурная шкала Кельвина построена так, что

{\displaystyle 0<T<\infty .}
Нуль и бесконечность допустимы в качестве пределов.
- Для любой термодинамической системы состояния с наименьшей энтропией и наименьшей температурой совпадают (постулат Планка)[88][89]. С приближением температуры к абсолютному нулю энтропия перестаёт зависеть от температуры и приближается к определённому постоянному значению, которое можно положить равным нулю[90] и принять за начало отсчёта энтропии, устранив тем самым упомянутый в разделе Энтропия простой системы произвол в выборе постоянной интегрирования для энтропии:

| {\displaystyle \lim \limits _{T\to \,0}S=0.} | (Третье начало термодинамики; тепловая теорема Нернста) |

Согласно постулату Тиссы внутренняя энергия ограничена и эта граница соответствует абсолютному нулю температуры. Таким образом, состояние системы при абсолютном нуле температуры, когда все термодинамические величины, характеризующие равновесное состояние, перестают зависеть от температуры, наилучшим образом подходит в качестве стандартного состояния начала отсчёта основных термодинамических величин.
- Энтропия изолированной системы в состоянии термодинамического равновесия имеет максимальное значение (постулат Гиббса)[93][92], то есть для равновесия изолированной системы необходимо и достаточно, чтобы при всех возможных (не нарушающих постоянства внутренней энергии, обобщённых координат и масс компонентов) изменениях её состояния вариация энтропии {\displaystyle \Delta S} системы не была положительной[94]:

| {\displaystyle (\Delta S)_{U,\{x_{i}\},\{m_{j}\}}\leqslant 0.} | (Условие равновесия изолированной системы) |

Поскольку речь идёт об изолированной системе, внешнее воздействие на которую запрещено, понятие вариации в данном случае означает виртуальное изменение энтропии. Знак равенства в этом выражении относится к безразличному равновесию.
Условие равновесия Гиббса вытекает из входящего в состав второго начала термодинамики постулата Клаузиуса о неубывании энтропии адиабатно изолированной системы
- Энтропия в фундаментальном уравнении в энтропийном выражении есть характеристическая функция, то есть фундаментальное уравнение содержит все термодинамические сведения о данной системе[73].

## Энтропия и теплота квазистатического (равновесного) процесса
Из выражения для первого начала в открытой однородной системе и дифференциальной формы фундаментального уравнения Гиббса для энтропии получаем выражение для элементарной теплоты равновесного (квазистатического) процесса:
| {\displaystyle \delta Q~=~TdS} | (Теплота элементарного равновесного процесса) |

(для простой равновесной системы это выражение непосредственно вытекает из дефиниции энтропии).
Данное соотношение, связывающее термодинамику Клаузиуса с термодинамикой Гиббса, представляет интерес для пользователей, которым требуется изложить материал из старой учебной и научной литературы с применением терминологии, либо вовсе не использующей понятие «теплота», либо использующей его как определяемое через энтропию и абсолютную температуру вторичное понятие.

## Энтропия как характеристика изотермического процесса

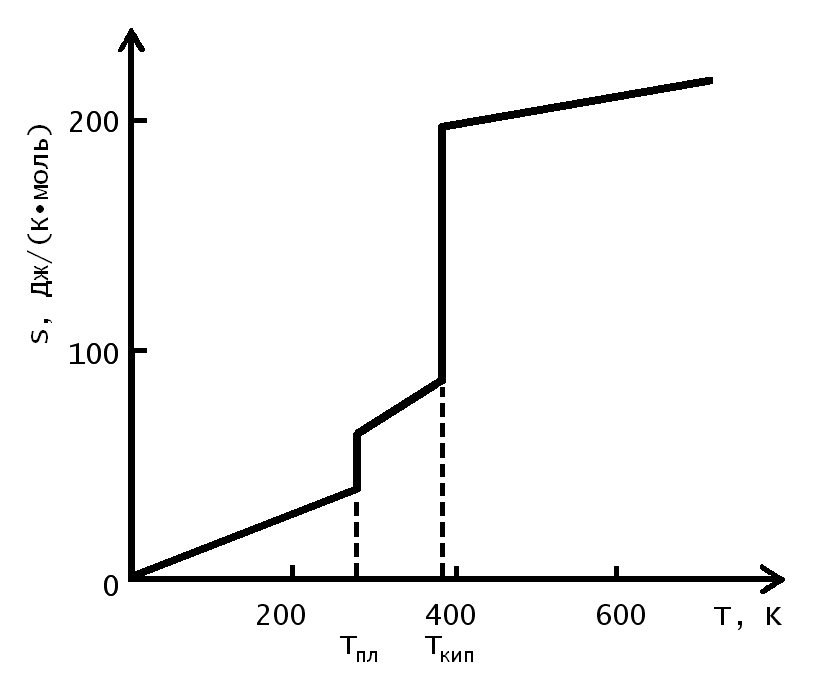
Зависимость удельной энтропии воды от температуры

Для равновесного изотермического процесса с нулевой работой интегрирование выражения для теплоты равновесного процесса даёт следующее выражение для изменения внутренней энергии:
{\displaystyle \Delta U~=~Q~+~W~=~T\Delta S,}
то есть в любом равновесном изотермическом процессе с нулевой работой энергия расходуется на увеличение энтропии системы и выделяется при уменьшении энтропии. Преобразуем это уравнение к виду
{\displaystyle S_{2}-S_{1}~=~{\frac {U_{2}}{T}}-{\frac {U_{1}}{T}}}
и назовём отношение {\displaystyle {\frac {U}{T}}} приведённой внутренней энергией. Отсюда вытекает следующая трактовка — одна из нескольких существующих — физического смысла энтропии: энтропия есть приведённая внутренняя энергия изотермической системы.
Рассмотрим в качестве примера фазовые переходы в воде при атмосферном давлении (см. рисунок). При таянии льда подводимая к системе энергия расходуется на увеличение энтропии системы вследствие изменения структуры H2O, тогда как температура системы лёд + вода остаётся близкой к 0 °C (273 К) до полного исчезновения льда. При замерзании воды имеет место обратная ситуация: энергия выделяется в окружающую среду при 0 °C. Нагрев воды, образовавшейся при таянии льда, ведёт к повышению температуры воды вплоть до её закипания при 100 °C (373 К). Кипение воды при постоянном давлении есть процесс изотермический: подводимая энергия расходуется на испарение воды и увеличение энтропии системы вода + водяной пар, тогда как температура остаётся близкой к 100 °C до полного исчезновения жидкой воды.

Почтовая марка Никарагуа 1971 года и её оборот. Уравнение Больцмана (движение газов)

## Статистическое определение энтропии: принцип Больцмана
В 1877 году Людвиг Больцман установил связь энтропии с вероятностью данного состояния. Позднее эту связь представил в виде формулы Макс Планк:
{\displaystyle S=k\cdot \ln(\Omega ),}
где константа {\displaystyle k=}1,38⋅10−23 Дж/К названа Планком постоянной Больцмана, а {\displaystyle \Omega } — статистический вес состояния, является числом возможных микросостояний (способов), с помощью которых можно составить данное макроскопическое состояние. Этот постулат, названный Альбертом Эйнштейном принципом Больцмана, положил начало статистической механике, которая описывает термодинамические системы, используя статистическое поведение составляющих их компонентов. Принцип Больцмана связывает микроскопические свойства системы ({\displaystyle \Omega }) с одним из её термодинамических свойств ({\displaystyle S}).
Рассмотрим, например, идеальный газ в сосуде. Микросостояние определено как позиции и импульсы (моменты движения) каждого составляющего систему атома. Связность предъявляет к нам требования рассматривать только те микросостояния, для которых:
(I) месторасположения всех частей расположены в рамках сосуда,
(II) для получения общей энергии газа кинетические энергии атомов суммируются.
Согласно определению, энтропия является функцией состояния, то есть не зависит от способа достижения
этого состояния, а определяется параметрами этого состояния. Так как {\displaystyle \Omega } может быть только натуральным числом (1, 2, 3, …), то энтропия Больцмана должна быть неотрицательной — исходя из свойств логарифма.

## Понимание энтропии как меры беспорядка
Существует мнение, что мы можем смотреть на энтропию и как на меру беспорядка в системе. В определённом смысле это может быть оправдано, потому что мы думаем об «упорядоченных» системах как о системах, имеющих очень малую возможность конфигурирования, а о «беспорядочных» системах как об имеющих очень много возможных состояний. Собственно, это просто переформулированное определение энтропии как числа микросостояний на данное макросостояние.
Рассмотрим, например, распределение молекул идеального газа. В случае идеального газа наиболее вероятным состоянием, соответствующим максимуму энтропии, будет равномерное распределение молекул. При этом реализуется и максимальный «беспорядок», так как при этом будут максимальные возможности конфигурирования.
Получившее повсеместное распространение понимание энтропии как меры беспорядка в термодинамической системе не является, тем не менее, общепринятым: «Тождественность энтропии с беспорядком не только никем никогда не была доказана и не только не может быть доказана в принципе, но и прямо противоречит реально наблюдаемым фактам…»; «…применительно к реальным системам энтропия не является мерой беспорядка»; «…в ходе роста энтропии Вселенной общая её (Вселенной) сложность растёт, однако для составляющих Вселенную реальных (под)систем энтропия мерой беспорядка/сложности не является».

### Границы применимости понимания энтропии как меры беспорядка
Подобное определение беспорядка термодинамической системы как количества возможностей конфигурирования системы фактически дословно соответствует определению энтропии как числа микросостояний на данное макросостояние. Проблемы начинаются в двух случаях:
- когда начинают смешивать различные понимания беспорядка, и энтропия становится мерой беспорядка вообще;
- когда понятие энтропии применяется для систем, не являющихся термодинамическими.

В обоих этих случаях применение понятия термодинамической энтропии совершенно неправомерно.
Рассмотрим оба пункта подробнее.
Рассмотрим пример термодинамической системы — распределение молекул в поле тяготения. В этом случае наиболее вероятным распределением молекул будет распределение согласно барометрической формуле Больцмана. Другой пример — учёт электромагнитных сил взаимодействия между ионами. В этом случае наиболее вероятным состоянием, соответствующим минимуму свободной энергии, будет упорядоченное кристаллическое состояние, а совсем не «хаос», хотя в состоянии «хаоса» значение конфигурационной энтропии системы и ниже. (Термин «хаос» здесь понимается в смысле беспорядка — в наивном смысле. К хаосу в математическом смысле как сильно неустойчивой нелинейной системе это не имеет отношения, конечно.)
Рассмотрим случай с кристаллической решёткой более подробно. Кристаллическая решётка может быть и в равновесном, и в неравновесном состоянии, как и любая термодинамическая система. Скажем, возьмём следующую модель — совокупность взаимодействующих осцилляторов. Рассмотрим некоторое неравновесное состояние: все осцилляторы имеют одинаковое отклонение от положения равновесия. С течением времени эта система перейдёт в состояние ТД равновесия, в котором отклонения (в каждый момент времени) будут подчинены некоторому распределению типа Максвелла (только это распределение будет для отклонений, и оно будет зависеть от типа взаимодействия осцилляторов). В таком случае максимум энтропии будет действительно реализовывать максимум возможностей конфигурирования, то есть — беспорядок согласно вышеуказанному определению. Но данный «беспорядок» вовсе не соответствует «беспорядку» в каком-либо другом понимании, например, информационному. Такая же ситуация возникает и в примере с кристаллизацией переохлаждённой жидкости, в которой образование структур из «хаотичной» жидкости идёт параллельно с увеличением энтропии.
То есть при образовании кристалла из переохлаждённой жидкости энтропия увеличивается с одновременным ростом температуры. Если кристаллизация сопровождается отводом тепла из системы, то энтропия при этом уменьшится.
Это неверное понимание энтропии появилось во время развития теории информации, в связи с парадоксом термодинамики, связанным с мысленным экспериментом так называемый «демона Максвелла». Суть парадокса заключалась в том, что рассматривалось два сосуда с разными температурами, соединённых узкой трубкой с затворками, которыми управлял так называемый «демон». «Демон» мог измерять скорость отдельных летящих молекул, и таким образом избирательно пропускать более быстрые в сосуд с высокой температурой, а более медленные — в сосуд с низкой. Из этого мысленного эксперимента вытекало кажущееся противоречие со вторым началом термодинамики.
Парадокс может быть разрешён при помощи теории информации. Для измерения скорости молекулы «демон» должен был бы получить информацию о её скорости. Но всякое получение информации — материальный процесс, сопровождающийся возрастанием энтропии. Количественный анализ показал, что приращение энтропии при измерении превосходит по абсолютной величине уменьшение энтропии, вызванное перераспределением молекул «демоном».

## Измерение энтропии
В реальных экспериментах очень трудно измерить энтропию системы. Техники измерения базируются на термодинамическом определении энтропии и требуют экстремально аккуратной калориметрии.
Для упрощения мы будем исследовать механическую систему, термодинамические состояния которой будут определены через её объём {\displaystyle V} и давление {\displaystyle P}. Для измерения энтропии определённого состояния мы должны сначала измерить теплоёмкость при постоянных объёме и давлении (обозначенную {\displaystyle C_{V}} и {\displaystyle C_{P}} соответственно), для успешного набора состояний между первоначальным состоянием и требуемым. Тепловые ёмкости связаны с энтропией {\displaystyle S} и с температурой {\displaystyle T} согласно формуле:
{\displaystyle C_{X}=T\left({\frac {\partial S}{\partial T}}\right)_{X},}
где нижний индекс {\displaystyle X} относится к постоянным объёму и давлению. Мы можем проинтегрировать для получения изменения энтропии:
{\displaystyle \Delta S=\int {\frac {C_{X}}{T}}dT.}
Таким образом, мы можем получить значение энтропии любого состояния ({\displaystyle P}, {\displaystyle V}) по отношению к первоначальному состоянию ({\displaystyle P_{0}}, {\displaystyle V_{0}}). Точная формула зависит от нашего выбора промежуточных состояний. Для примера, если первоначальное состояние имеет такое же давление, как и конечное состояние, то
{\displaystyle S(P,V)=S(P_{0},V_{0})+\int _{T(P_{0},V_{0})}^{T(P,V)}{\frac {C_{P}(P,V(T,P))}{T}}dT.}
В добавление, если путь между первым и последним состояниями лежит сквозь любой фазовый переход первого рода, скрытая теплота, ассоциированная с переходом, должна также учитываться.
Энтропия первоначального состояния должна быть определена независимо. В идеальном варианте выбирается первоначальное состояние как состояние при экстремально высокой температуре, при которой система существует в виде газа. Энтропия в этом состоянии подобна энтропии классического идеального газа плюс взнос от молекулярных вращений и колебаний, которые могут быть определены спектроскопически.

## Построение графика изменения энтропии
Следующее уравнение может быть использовано для построения графика изменения энтропии на диаграмме {\displaystyle P-V} для идеального газа:
{\displaystyle S=n\ \ln(P^{C_{V}}V^{C_{P}}).}
Здесь два замечания:
- это не определение энтропии (но выведено из него для случая идеального газа);
- предполагается, что {\displaystyle C_{V}} и {\displaystyle C_{P}} постоянные, что на самом деле не всегда так.

## «Что такое энтропия?»

Что сложнее: паровоз или лошадь? Когда появились первые паровозы, путеец рассказал обратившимся к нему ошеломлённым крестьянам об устройстве и действии паровой машины и закончил объяснение вопросом: «Всё понятно?» — «Всё! Кроме того, где же внутри находится лошадь?» Крестьяне с детства знают лошадь, она для них в объяснении не нуждается. С научной точки зрения лошадь несравненно более сложна, чем тепловая машина, так что наука пыталась представить лошадь как тепловую машину, а не наоборот

Однозначного ответа на этот вопрос не существует по той простой причине, что разных энтропий много — представление об энтропии используется в различных научных дисциплинах: термодинамике, статистической физике, теории информации и др. Но и внутри каждой из перечисленных дисциплин единообразия также нет и в помине: в теории информации рассматривают энтропию Шеннона, энтропию Реньи, энтропию Чисара, энтропию Хаврда — Чарват — Дароши; статистическая физика оперирует энтропиями Больцмана, Гиббса, Цаллиса; существуют различные дефиниции термодинамической энтропии. Содержательная дефиниция той или иной конкретной энтропии зависит от аксиоматики системы построения/изложения, использующей эту энтропию. По указанной причине не существует универсальной дефиниции термодинамической энтропии, ибо для различных аксиоматических систем термодинамики ответ на вынесенный в заголовок вопрос будет различен.
Студенты, приступающие к изучению термодинамики, часто жалуются на непонятность энтропии, связанную с отсутствием наглядности (рисунок иллюстрирует относительность представлений людей о наглядности, понятности и простоте термодинамических систем).
Для описания термических явлений в физике вводят новые комплементарные (взаимодополняющие) физические величины — температуру и энтропию, — содержательные дефиниции которым не дают ни в механике, ни в электродинамике. В термодинамике Клаузиуса — Каратеодори энтропию вводят как приведённую внутреннюю энергию изотермической системы, то есть разность энтропий равна приведённой теплоте изотермического процесса.
В термодинамике Гиббса и в системе А. А. Гухмана энтропия представляет собой неопределяемое базовое понятие — таков в этих системах содержательный ответ на рассматриваемый вопрос. В термодинамической аксиоматике А. А. Гухмана  и рациональной термодинамике в трактовке П. А. Жилина и температуру, и энтропию вводят как неопределяемые базовые переменные, несводимые к более простым. Пояснительное дополнение к дефиниции энтропии по Гухману разъясняет, что энтропия есть координата состояния при термическом взаимодействии (теплообмене), которое выражается в переносе энтропии от одного объекта к другому.
В рациональной термодинамике в трактовке школы Трусделла в качестве базовой термической переменной используют температуру {\displaystyle T}, то есть привычную и по этой причине всем понятную физическую величину. Энтропию {\displaystyle S} вводят как полезную вспомогательную функцию энергии {\displaystyle E} и температуры:
{\displaystyle S\equiv \int _{0}^{E}{\frac {1}{T}}dE,}
но, в отличие от другой функции энергии и температуры, — теплоёмкости {\displaystyle C}
{\displaystyle C\equiv {\frac {\partial E}{\partial T}},}
в формулу, служащую дефиницией энтропии, входит не производная, а интеграл. Пояснительное дополнение к ответу, пригодное почти для любого способа изложения термодинамики, сообщает, что энтропия необходима для построения математического аппарата термодинамики и, следовательно, привлечение термодинамики к решению любой научной или практической задачи явно или неявно подразумевает использование энтропии. Польза, приносимая людям от обращения к термодинамике, есть польза от ввода энтропии в понятийный аппарат науки. Дополнительно к сказанному можно провести аналогию с теплоёмкостью: если для неизотермических процессов нагрева льда, жидкой воды и водяного пара затраты энергии равны произведению теплоёмкости на разность температур, то для изотермических процессов таяния и кипения затраты энергии равны произведению температуры на разность энтропий.
Понять энтропию и её значение для термодинамики означает, что необходимо знать происхождение этой величины, понимать её связи с другими термодинамическими переменными и уметь применять энтропию на практике.

## Комментарии
1. ↑  Наглядность, понятность, очевидность и простота есть суждения относительные, зависящее как от обыденности понятия, так и от уровня знаний человека. Крестьяне с детства знали лошадь, и она для них наглядна и понятна. Для теплотехников наглядна и понятна тепловая машина, а не лошадь. В. Томсон как-то на лекции спросил студентов: «Знаете ли вы, кто такой математик?» Написав на аудиторной доске: {\displaystyle \int \limits _{-\infty }^{+\infty }\ e^{-x^{2}}{\mathrm {d} x}={\sqrt {\pi }}}, Томсон повернулся к студентам и, указывая на эту формулу, сказал: «Математик — тот, для кого это так же очевидно, как для вас то, что дважды два — четыре»[104].
2. ↑  Описательная характеристика энтропии как термической (тепловой) координаты состояния не отменяет того факта, что в системе Гухмана энтропия входит в число основных неопределяемых понятий теории.
3. ↑  Вот цитата из статьи К. Трусделла, демонстрирующая совпадение его взглядов с подходом П. А. Жилина: «Я повторяю в течение уже многих лет, пренебрегая насмешками людей, наделённых физической интуицией, что температура и энтропия являются наряду с массой, положением и временем первоначальными неопределяемыми переменными. Они описываются только такими свойствами, которые можно выразить языком математики»[111]. Эти воззрения на температуру и энтропию отличаются от тех, которые сейчас принято рассматривать как отличительную особенность  «рациональной термодинамике в трактовке школы Трусделла».
4. ↑  Чтобы дать содержательную дефиницию какому-либо понятию, нужно указать, частным случаем какого более общего понятия оно является. Если более фундаментального понятия не существует, то понятие в конце цепочки дефиниций является неопределяемым — базовым (первичным, исходным, начальным) понятием аксиоматической системы, несводимым к более простым. В любой науке имеются такие первичные понятия, те элементарные кирпичики, из которых строятся все остальные, производные понятия, и которым не даются содержательные дефиниции в самой научной дисциплине. Примерами неопределяемых базовых понятий служат: в математике — множество, в физике — пространство, время, масса, энергия и др. Невозможность дать понятию или переменной содержательной дефиниции без выхода за границы изучаемой дисциплины, во-первых, не означает запрета на использование для базового понятия/переменной описательных дефиниций, и, во-вторых, свойства базовых понятий/переменных описываются аксиомами рассматриваемой теории. Иными словами, набор базовых понятий/переменных научной дисциплины зависит от выбора системы изложения/построения этой дисциплины, а полный набор её аксиом образует систему содержательных дефиниций базовых понятий/переменных теории.
5. ↑  Слово «почти» служит напоминанием о том, что любую систему построения/изложения термодинамики, в которой энтропия есть понятие вторичное (выводимое из понятий более общих), можно в принципе преобразовать в другую систему — «безэнтропийную термодинамику», — в которой энтропию как понятие необязательное уже не используют[115]. В связи со сказанным упомянем, что автор третьего закона термодинамики Вальтер Нернст в своих работах не «пользовался понятием энтропии, которое он считал неясным и потому попросту не любил его»[116] (Нернст использовал свободную энергию Гельмгольца, связанную с максимальной работой, то есть энтропию он заменял взятой со знаком «минус» производной от энергии Гельмгольца по температуре[117]).
6. ↑  В связи со сказанным представляют интерес  воспоминания И. К. Кикоина, посещавшего в студенческие годы семинар В. А. Фока и рассказавшего историю про поиск решения сложной задачи по электростатике: «…в конце концов, получили длиннющее дифференциальное уравнение. Оно занимало всю доску. За математическими выкладками мы следили очень внимательно, так что с математикой всё было в порядке, а вот усмотреть физический смысл, скрытый за этой длинной формулой, мы не могли. Кто-то из студентов спросил Владимира Александровича: “А какой физический смысл имеет это уравнение?”. — Он на нас посмотрел с укором и сказал: “А физический смысл этого уравнения заключается в том, что оно имеет решение”»[118].